# Crouzilles
Crouzilles est une commune française du département d'Indre-et-Loire, en région Centre-Val de Loire.

## Géographie
| Panzoult           | Avon-les-Roches Crissay-sur-Manse | Saint-Épain |
| L'Île-Bouchard     | Crouzilles                        |             |
| La Vienne Theneuil | La Vienne Parcay-sur-Vienne       | Trogues     |

### Situation et paysages
La commune est en position d'interfleuve en limite Nord, ouest et sud. Les rivières et cours d'eau délimitent naturellement le territoire de la commune En bordure de Manse, des prairies naturelles et permanentes recouvrent ses terres inondables. Plus en hauteur, les sols bruns calcaires nourrissent des cultures céréalières.
Les sables-graviers des terrasses (Puits livet) favorisent la culture de la vigne (AOC Chinon). Les sols plus ingrats issus des formations argilo-silicieuses couronnent les hauteurs.

### Hydrographie

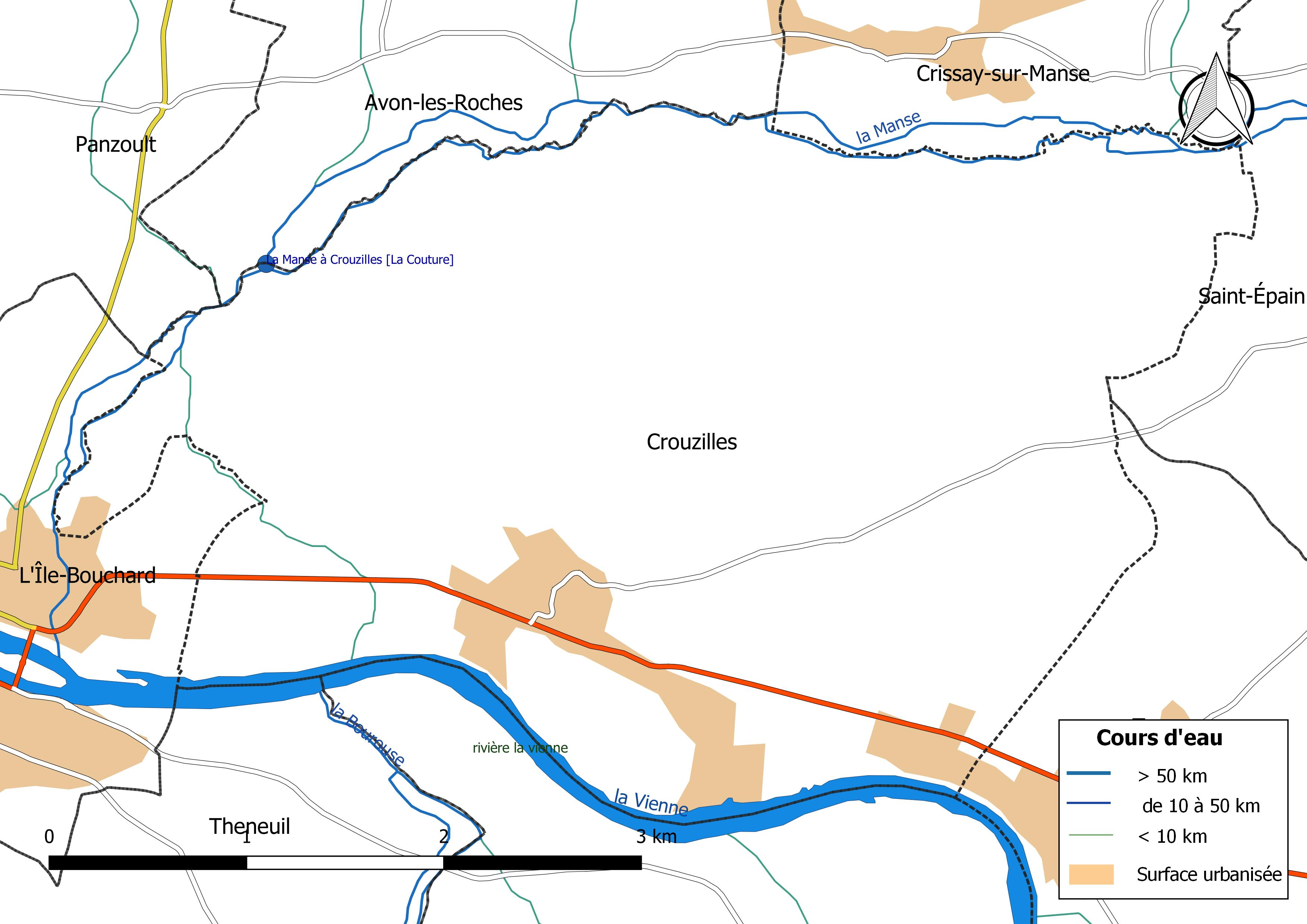
Réseau hydrographique de Crouzilles.

La commune est longée sur son flanc sud par la Vienne (0,939 km). Le réseau hydrographique communal, d'une longueur totale de 9,17 km, comprend un autre cours d'eau notable, la Manse (3,411 km), et cinq petits cours d'eau pour certains temporaires,.
La Vienne, d'une longueur totale de 363,3 km, prend sa source sur le plateau de Millevaches, dans la Creuse, à une altitude comprise entre 860 et 895 m et se jette dans la Loire à Candes-Saint-Martin, à 30 m d'altitude, après avoir traversé 96 communes. La station de Nouâtre permet de caractériser les paramètres hydrométriques de la Vienne. Le débit mensuel moyen (calculé sur 61 ans pour cette station) varie de 60 m3/s au mois d'août  à 355 m3/s au mois de février. Le débit instantané maximal observé sur cette station est de 2 480 m3/s le 1er janvier 1962, la hauteur maximale relevée a été de 8,61 m le 8 janvier 1962,.
Sur le plan piscicole, la Vienne est classée en deuxième catégorie piscicole. Le groupe biologique dominant est constitué essentiellement de poissons blancs (cyprinidés) et de carnassiers (brochet, sandre et perche).
La Manse, d'une longueur totale de 30,5 km, prend sa source à une altitude de 117 m sur la commune de Bossée, dans "l'étang Bas", et se jette dans la Vienne à L'Île-Bouchard, à 32 m d'altitude, après avoir traversé 11 communes. 
Sur le plan piscicole, la Manse est également classée en deuxième catégorie piscicole.
Une zone humide a été répertoriée sur la commune par la direction départementale des territoires (DDT) et le conseil départemental d'Indre-et-Loire : « la vallée de la Manse de Monmay à la Boussaye »,.

### Climat
Pour des articles plus généraux, voir Climat du Centre-Val de Loire et Climat d'Indre-et-Loire.
En 2010, le climat de la commune est de type climat océanique dégradé des plaines du Centre et du Nord, selon une étude du CNRS s'appuyant sur une série de données couvrant la période 1971-2000. En 2020, Météo-France publie une typologie des climats de la France métropolitaine dans laquelle la commune est exposée à un climat océanique altéré et est dans la région climatique  Moyenne vallée de la Loire, caractérisée par une bonne insolation (1 850 h/an) et un été peu pluvieux. 
Pour la période 1971-2000, la température annuelle moyenne est de 11,4 °C, avec une amplitude thermique annuelle de 14,8 °C. Le cumul annuel moyen de précipitations est de 703 mm, avec 10,8 jours de précipitations en janvier et 6,6 jours en juillet. Pour la période 1991-2020, la température moyenne annuelle observée sur la station météorologique de Météo-France la plus proche, sur la commune de Saint-Épain à 6 km à vol d'oiseau, est de 12,3 °C et le cumul annuel moyen de précipitations est de 745,6 mm,. Pour l'avenir, les paramètres climatiques de la commune estimés pour 2050 selon différents scénarios d'émission de gaz à effet de serre sont consultables sur un site dédié publié par Météo-France en novembre 2022.

## Urbanisme

### Typologie
Au 1er janvier 2024, Crouzilles est catégorisée commune rurale à habitat dispersé, selon la nouvelle grille communale de densité à sept niveaux définie par l'Insee en 2022.
Elle est située hors unité urbaine. Par ailleurs la commune fait partie de l'aire d'attraction de Tours, dont elle est une commune de la couronne,. Cette aire, qui regroupe 162 communes, est catégorisée dans les aires de 200 000 à moins de 700 000 habitants,.

### Occupation des sols
L'occupation des sols de la commune, telle qu'elle ressort de la base de données européenne d’occupation biophysique des sols Corine Land Cover (CLC), est marquée par l'importance des territoires agricoles (73,5 % en 2018), une proportion identique à celle de 1990 (73,5 %). La répartition détaillée en 2018 est la suivante : 
terres arables (53,9 %), forêts (18,8 %), cultures permanentes (7,3 %), zones agricoles hétérogènes (6,9 %), zones urbanisées (5,7 %), prairies (5,5 %), eaux continentales (2,1 %). L'évolution de l’occupation des sols de la commune et de ses infrastructures peut être observée sur les différentes représentations cartographiques du territoire : la carte de Cassini (XVIIIe siècle), la carte d'état-major (1820-1866) et les cartes ou photos aériennes de l'IGN pour la période actuelle (1950 à aujourd'hui).

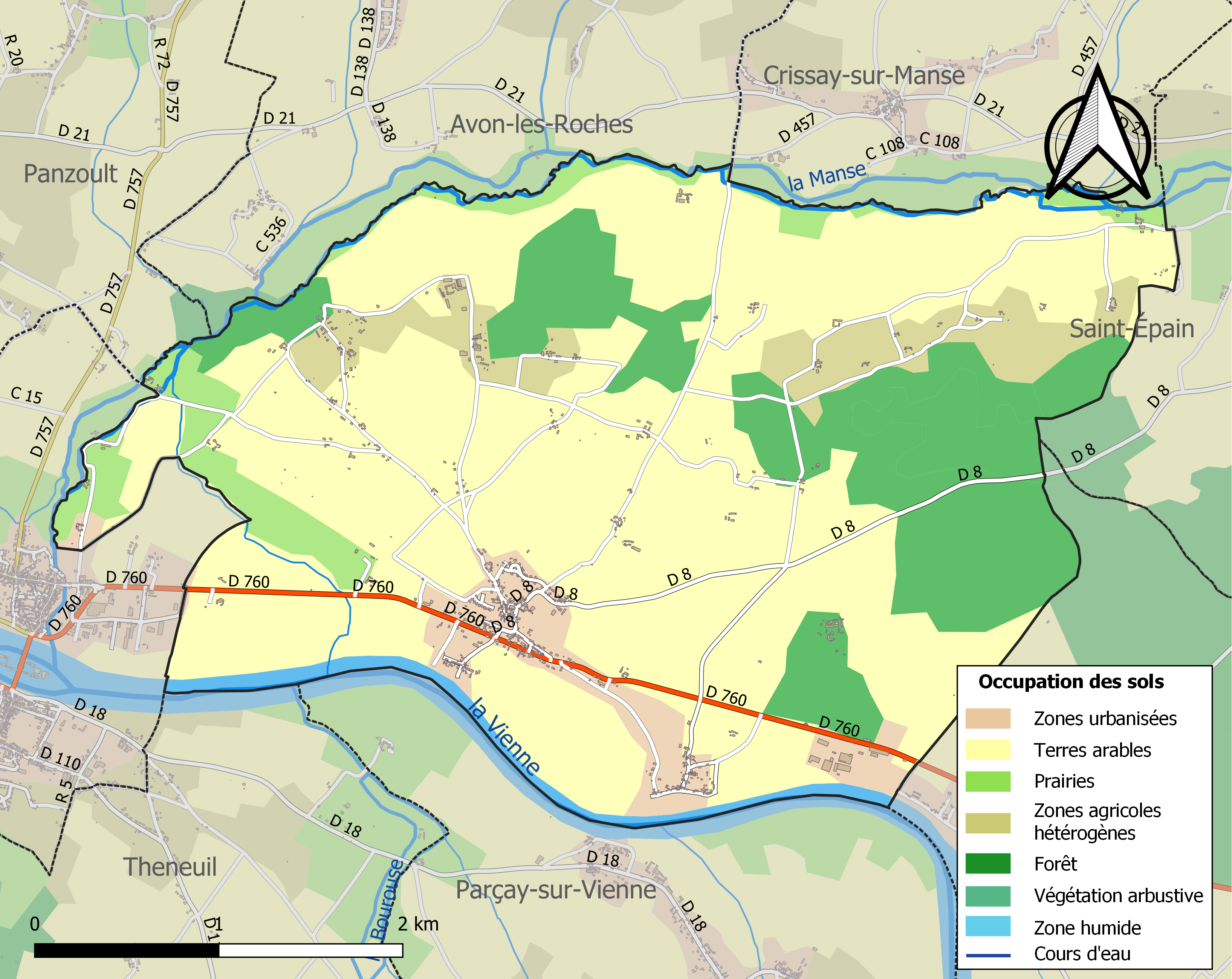
Carte des infrastructures et de l'occupation des sols de la commune en 2018 (CLC).

### Risques majeurs
Le territoire de la commune de Crouzilles est vulnérable à différents aléas naturels : météorologiques (tempête, orage, neige, grand froid, canicule ou sécheresse), inondations, feux de forêts et séisme (sismicité faible). Un site publié par le BRGM permet d'évaluer simplement et rapidement les risques d'un bien localisé soit par son adresse soit par le numéro de sa parcelle.
Certaines parties du territoire communal sont susceptibles d’être affectées par le risque d’inondation par débordement de cours d'eau, notamment la Bourouse, la Manse et la Vienne. La commune a été reconnue en état de catastrophe naturelle au titre des dommages causés par les inondations et coulées de boue survenues en 1982 et 1999,.
Pour anticiper une remontée des risques de feux de forêt et de végétation vers le nord de la France en lien avec le dérèglement climatique, les services de l’État en région Centre-Val de Loire (DREAL, DRAAF, DDT) avec les SDIS ont réalisé en 2021 un atlas régional du risque de feux de forêt, permettant d’améliorer la connaissance sur les massifs les plus exposés. La commune, étant pour partie dans le massif de Boizé, est classée au niveau de risque 4, sur une échelle qui en comporte quatre (1 étant le niveau maximal).

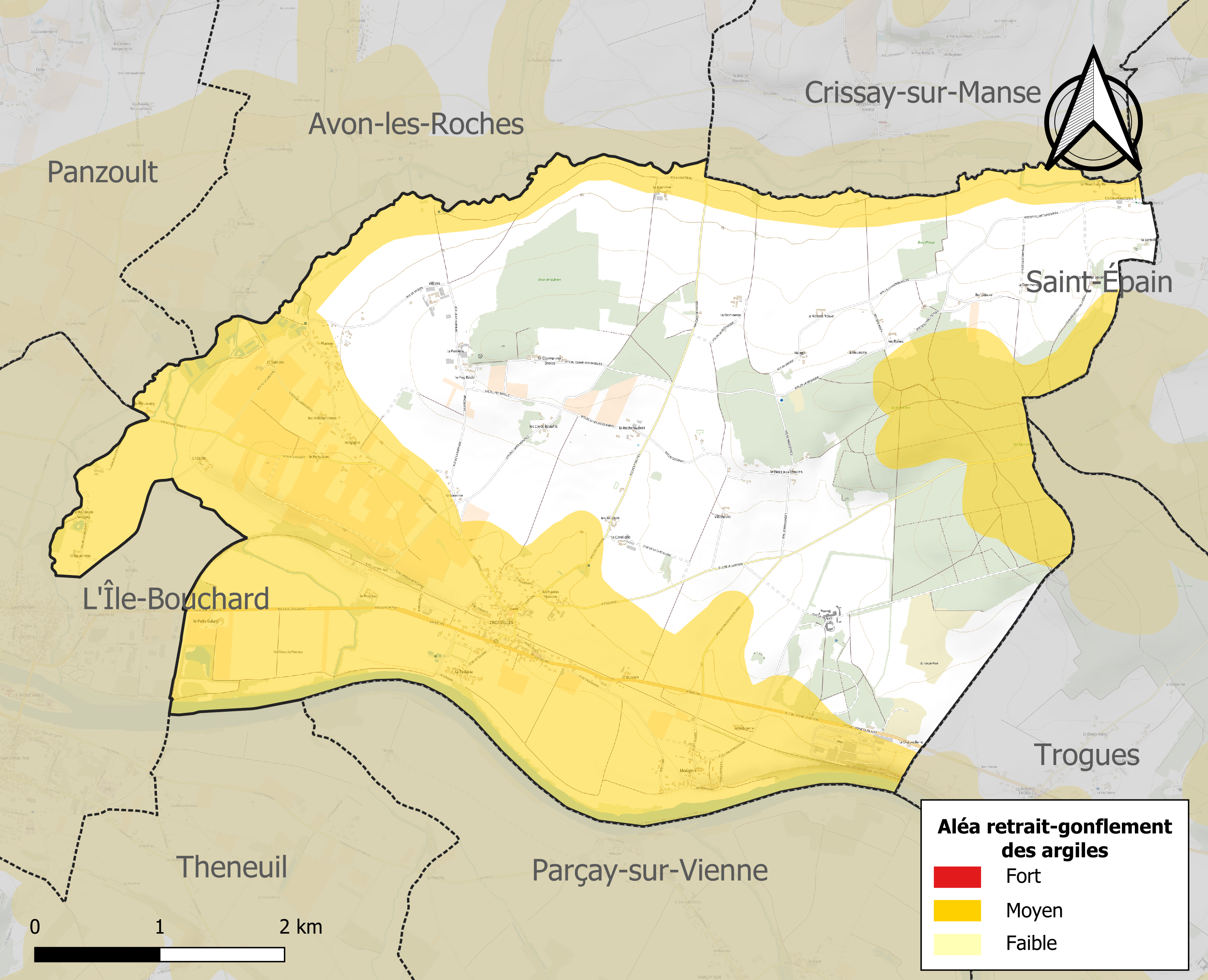
Carte des zones d'aléa retrait-gonflement des sols argileux de Crouzilles.

Le retrait-gonflement des sols argileux est susceptible d'engendrer des dommages importants aux bâtiments en cas d’alternance de périodes de sécheresse et de pluie. 48,2 % de la superficie communale est en aléa moyen ou fort (90,2 % au niveau départemental et 48,5 % au niveau national). Sur les 326 bâtiments dénombrés sur la commune en 2019, 251 sont en aléa moyen ou fort, soit 77 %, à comparer aux 91 % au niveau départemental et 54 % au niveau national. Une cartographie de l'exposition du territoire national au retrait gonflement des sols argileux est disponible sur le site du BRGM,.
Concernant les mouvements de terrains, la commune a été reconnue en état de catastrophe naturelle au titre des dommages causés par des mouvements de terrain en 1999.

## Toponymie
Le nom de Crouzilles vient peut-être du latin crucellia (coquille) par référence aux fossiles coquilliers fréquents dans l’argile de poterie et de tuilerie exploitée dans la commune depuis l’époque gallo-romaine.
Une autre hypothèse avance que le nom de Crouzilles viendrait du latin crucicula (croisement) en raison du croisement des routes d'Avon les Roches-Crissay sur Manse et l'Ile Bouchard.
L'étymologie de "Crouzilles" est incertaine et c'est peut-être l'explication de la présence de la coquille et de la croix sur le blason.
Dès le VIIIe siècle, dans un diplôme de Charlemagne, il est fait mention de CRUCILIA; puis au XIe siècle, dans la Cartulaire de Noyers, de CRUZILIA.
Au XIIIe siècle, dans la Cartulaire de l'Archevêché de Tours, sont écrits GRUZILIA, GRUZILIA, CROZILLES.
Enfin dans la charte de Saint Martin en 1256 est inscrite "La Parochia de CROZILLE".

## Histoire
Le fief de Crouzilles relevait de la châtellerie de L'Ile Bouchard.[réf. nécessaire]
Fondation de la léproserie au XIe siècle : la charte 80 du cartulaire de Noyers mentionne l'endroit en 1080. Les seigneurs de Crouzilles y ont droit de présentation pour la nomination du chapelain de sa chapelle Saint-Lazare, on peut donc supposer qu'ils en sont les fondateurs.
XVIe siècle : construction du château de Paviers
Le 11 décembre 1613, la maison seigneuriale et le fief mis en vente furent adjugés à René de Betz.
Le 11 juin 1647, Le prêtre Léonard de Barjot acheta le domaine.
Le 17 janvier 1690, René Barjot, chevalier marquis de Moussy, seigneur de Roncée, de Crouzilles, de Panzoult et de la Boussaye, rendit hommage pour le fief de Crouzilles.
Le 2 octobre 1754, Alexis Barjot de Roncée rendit aveu pour le même fief.
Un autre fief important était celui du Puy Bascle :
En 1346 premières mentions de Jean le Bascle. La seigneurie restera jusqu'au XVIe siècle.
Du XVIIe au XXe siècle, la famille Périllau devient propriétaire du Puy Bascle.
Depuis plus de 20 ans, M. Sjoerd Gosses, ancien ambassadeur des Pays-Bas en Turquie, ainsi que son épouse restaurent avec beaucoup d'attention ce lieu chargé d'histoire.
En 1788, Jean Louis Marie Le Bascle d'Argenteuil, époux de Marie-Joséphine Barjot de Roncée, est seigneur de Crouzilles.
En 1789, ce dernier comparait à l'assemblée de la noblesse de Touraine. La dime de la paroisse (dite dime de la Grande Maison) appartenait au seigneur de Crouzilles.
Le 31 janvier 1790, élection de la première municipalité de Crouzilles à l’église.
L'histoire de Crouzilles du XVIIIe au XXe siècle est marquée par la famille de Quinemont.
En 1736, Jean-Jacques Ours 1er marquis de Quinemont, (né en 1715) seigneur de Varennes épouse Marie-Jeanne Odart, dame de Paviers et de Mougon.
Auguste Charles Louis (1780-1839), petit-fils et 3e marquis de Quinemont fut maire de Mougon de 1812 à 1833 puis de Crouzilles de 1833 à 1837.
Arthur Marie-Pierre (1808-1883) 4e marquis de Quinemont fut maire de 1837 à 1849, député et sénateur.
Max Dupuy de Semur (1876-1947), fis d'Hélène Anna de Quinemont, épouse Dupuy de Semur, hérita du château de Paviers et y installa une école privée.

## Politique et administration
| Période                                  | Période  | Identité        | Étiquette | Qualité  |
| ---------------------------------------- | -------- | --------------- | --------- | -------- |
|                                          |          |                 |           |          |
| avant 1995                               | ?        | Gérard Herrant  | PS        |          |
| mars 2014                                | En cours | Daniel Brisseau |           | Retraité |
| Les données manquantes sont à compléter. |          |                 |           |          |

## Population et société

### Démographie
L'évolution du nombre d'habitants est connue à travers les recensements de la population effectués dans la commune depuis 1793. Pour les communes de moins de 10 000 habitants, une enquête de recensement portant sur toute la population est réalisée tous les cinq ans, les populations de référence des années intermédiaires étant quant à elles estimées par interpolation ou extrapolation. Pour la commune, le premier recensement exhaustif entrant dans le cadre du nouveau dispositif a été réalisé en 2008.

En 2022, la commune comptait 530 habitants, en évolution de −1,85 % par rapport à 2016 (Indre-et-Loire : +1,67 %, France hors Mayotte : +2,11 %).
| 1793 | 1800 | 1806 | 1821 | 1831 | 1836 | 1841 | 1846 | 1851 |
| ---- | ---- | ---- | ---- | ---- | ---- | ---- | ---- | ---- |
| 410  | 362  | 402  | 405  | 421  | 536  | 578  | 632  | 657  |

| 1856 | 1861 | 1866 | 1872 | 1876 | 1881 | 1886 | 1891 | 1896 |
| ---- | ---- | ---- | ---- | ---- | ---- | ---- | ---- | ---- |
| 682  | 703  | 711  | 669  | 655  | 732  | 703  | 704  | 659  |

| 1901 | 1906 | 1911 | 1921 | 1926 | 1931 | 1936 | 1946 | 1954 |
| ---- | ---- | ---- | ---- | ---- | ---- | ---- | ---- | ---- |
| 631  | 680  | 720  | 721  | 779  | 797  | 727  | 674  | 718  |

| 1962 | 1968 | 1975 | 1982 | 1990 | 1999 | 2006 | 2008 | 2013 |
| ---- | ---- | ---- | ---- | ---- | ---- | ---- | ---- | ---- |
| 676  | 655  | 471  | 453  | 540  | 519  | 548  | 556  | 563  |

| 2018 | 2022 | - | - | - | - | - | - | - |
| ---- | ---- | - | - | - | - | - | - | - |
| 522  | 530  | - | - | - | - | - | - | - |

### Enseignement
Crouzilles se situe dans l'Académie d'Orléans-Tours (Zone B) et dans la circonscription de Chinon.
L'école élémentaire accueille les élèves de la commune.

## Culture locale et patrimoine

### Lieux et monuments

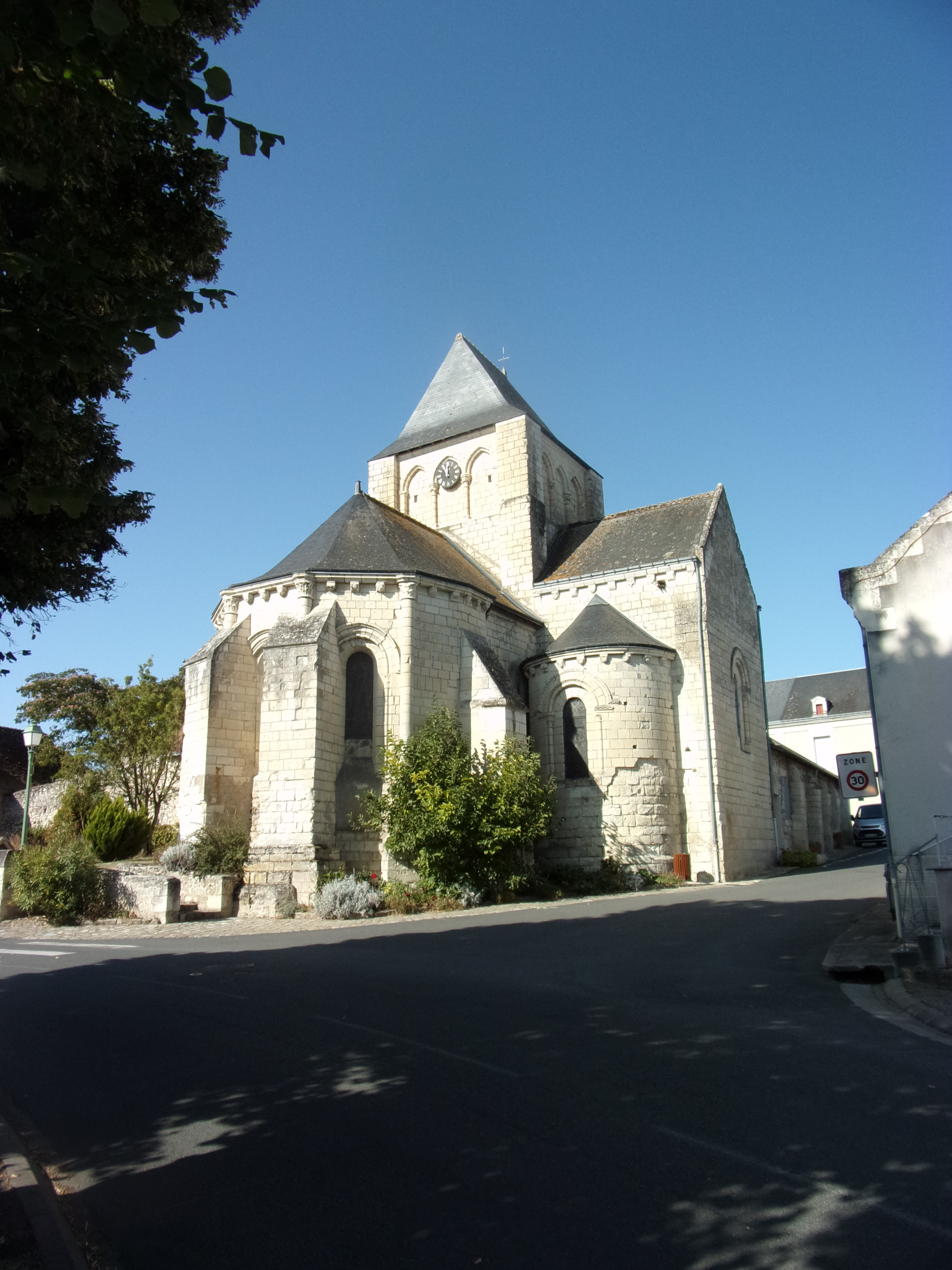
L'église Notre-Dame.

Plusieurs monuments de Crouzilles sont inscrits ou classés au titre des monuments historiques : l'église Notre-Dame, dans le bourg, un manoir situé non loin cette dernière, les ruines de l'église Saint-Pierre, dans le hameau de Mougon et le château de Paviers.
Un ancien donjon du nom de Puy Bascle est élevé sur la hauteur de la commune.
L'ancien village de Mougon, annexé à la commune, est un site archéologique majeur par la découverte, dès les années 1930 par Henry Auvray, de poteries diverses et par la mise en évidence de voies organisées en trame orthogonale, repérée par la prospection aérienne conduite par Jacques Dubois.

### Héraldique
| Blason de Crouzilles | Les armes de Crouzilles se blasonnent ainsi : D'azur à la croix d'argent chargée de cinq coquilles de sable. |